# 凤凰洲街道
凤凰洲街道是中华人民共和国江西省南昌市红谷滩区下辖的一个街道办事处。2022年7月7日，从沙井街道析出凤凰花园、凤凰家园、凤凰城、凤翔苑、上滩、牛行、长江路、黄河路、珠江路、海德堡、碟子湖、丰和新城、天赐良园、老北站、凤西、星科、星火社区和凤凰村，设立凤凰洲街道。同时撤销凤凰洲管理处。

## 行政区划
凤凰洲街道下辖以下村级行政区划单位：
凤凰花园、凤凰家园、凤凰城、凤翔苑、上滩、牛行、长江路、黄河路、珠江路、海德堡、碟子湖、丰和新城、天赐良园、老北站、凤西、星科、星火社区和凤凰村。